# Liste der Monuments historiques in Krautergersheim
Die Liste der Monuments historiques in Krautergersheim führt die Monuments historiques in der französischen Gemeinde Krautergersheim auf.

## Liste der Bauwerke
| Bezeichnung | Beschreibung | Standort                | Kennzeichnung | Schutzstatus | Datum | Bild           |
| ----------- | --- | ----------------------- | ------------- | ------------ | ----- | -------------- |
| Laube       | Mairie; Bürgermeisterei mit Hallenerdgeschoss, bezeichnet 1566, 1848 nach Plänen von Antoine Ringeisen zur Schule umgebaut | 1 rue de l’École (Lage) | PA00084764    | Inscrit      | 1986  | weitere Bilder |

## Liste der Objekte
| Bezeichnung               | Beschreibung                                               | Standort                      | Kennzeichnung | Schutzstatus | Datum | Bild |
| ------------------------- | ---------------------------------------------------------- | ----------------------------- | ------------- | ------------ | ----- | ---- |
| Skulptur Evangelist       | Holz, farbig gefasst, 18. Jahrhundert                      | in der Kirche St-Epvre (Lage) | PM67001283    | Inscrit      | 1988  |      |
| Skulptur Madonna mit Kind | Holz, vergoldet, 18. Jahrhundert                           | in der Kirche St-Epvre (Lage) | PM67001655    | Inscrit      | 1986  |      |
| Kruzifix                  | Holz, farbig gefasst, 17. Jahrhundert                      | in der Kirche St-Epvre (Lage) | PM67000151    | Classé       | 1988  |      |
| Taufbecken                | Sandstein, Ende des 15. Jahrhunderts                       | in der Kirche St-Epvre (Lage) | PM67000149    | Classé       | 1970  |      |
| Zwei Seitenaltäre         | jeweils Altartisch und Retabel; Holz, farbig gefasst, 1741 | in der Kirche St-Epvre (Lage) | PM67000150    | Classé       | 1988  |      |